# Besatt (film, 1947)
Besatt är en amerikansk dramafilm från 1947 i regi av Curtis Bernhardt och med manus skrivet av Silvia Richards och Ranald MacDougall.
Joan Crawford som gör filmens huvudroll, är en sinnesförvirrad kvinna som är besatt av en man. Hon blev senare nominerad  till en Oscar för bästa kvinnliga huvudroll.

## Rollista
| - Joan Crawford – Louise Howell - Van Heflin – David Sutton - Raymond Massey – Dean Graham - Geraldine Brooks – Carol Graham - Stanley Ridges – Dr. Willard - John Ridgely – Harker | - Moroni Olsen – Dr. Ames - Erskine Sanford – Dr. Sherman - Peter Miles – Wynn Graham - Douglas Kennedy – distriktsåklagare - Monte Blue – Norris - Lisa Golm – Elsie |